# Hills (Iowa)
Hills é uma cidade localizada no estado americano de Iowa, no Condado de Johnson.

## Demografia
Segundo o censo americano de 2000, a sua população era de 679 habitantes.
Em 2006, foi estimada uma população de 611, um decréscimo de 68 (-10.0%).

## Geografia
De acordo com o United States Census Bureau tem uma área de
1,5 km², dos quais 1,5 km² cobertos por terra e 0,0 km² cobertos por água. Hills localiza-se a aproximadamente 192 m acima do nível do mar.

## Localidades na vizinhança
O diagrama seguinte representa as localidades num raio de 16 km ao redor de Hills.